# UFuture
UFuture — інвестиційний холдинг з активами у галузях нерухомості, інфраструктури, промисловості, відновлюваної енергетики, фармацевтики та IT. Вартість активів оцінюється у $500 млн.
Компанію створено 2017 року Василем Хмельницьким. Офіс розташовано в Лімасолі (Кіпр). Компанія має представництво у Брюсселі.
Генеральний директор — Микола Тимощук.

## Топ-менеджмент
Засновник — Василь Хмельницький — український підприємець та інвестор.
З 2017 року директором є Микола Тимощук.
У 2019 році Хмельницький розділив управління спільними інвестиційними проєктами, а саме девелоперською компанією UDP та столичним аеропортом «Київ» ім. І.Сікорського, з Андрієм Івановим, засновником приватного фонду Quarter Partners.

## Діяльність

### Мажоритарний акціонер
- девелоперська компанія UDP, яка спеціалізується на великих інфраструктурних проєктах;[15][16]
- Аеропорту «Київ» ім. Сікорського.[17][18]

### Інвестор
- інвестиційно-девелоперська компанія UDP Renewables, яка діє у галузі відновлюваної енергетики;[19][20][21][22]
- міжнародна фармацевтична компанія Biopharma;[23][24]
- індустріальний парк «Біла Церква».[25]

UFuture разом з партнерами також розвиває:
- UNIT.City — український інноваційний парк у Києві та Харкові, що створює екосистему для розвитку підприємств технологічних галузей за рахунок використання нерухомості різного призначення: офіси, житлові приміщення, інноваційні навчальні заклади, R&D-центри, лабораторії VR і AR, виробничі потужності для 3D-друку та адитивного виробництва тощо;[26][27][28][29][30]
- школу бізнесу для підприємців UNIT School of business (USB), яка працює за методологією Каліфорнійського університету Berkeley;[31]
- інноваційний парк LvivTech.City у Львові, з соціальною та технологічною інфраструктурою для роботи, навчання та відпочинку;[32][33]
- групу ІТ-компаній та екосистемних технологічних рішень ITernal;[34][35][36]
- українського виробника електроустановчих систем Plank Electrotechnicy;[37][38]
- продуктову ІТ-компанію у сфері EduTech ucode IT-Academy, яка пропонує гібридне офлайн та онлайн навчання для підготовки спеціалістів у галузі ІТ.[39][40]

## Соціальні інвестиції
- Фонд Василя Хмельницького K.Fund, створенийдля підтримки проєктів  у галузях освіти та економіки;
- Київський міжнародний економічний форум (КМЕФ);[41]
- Лін Інститут України — проєкт, спрямований на підвищення конкурентоспроможності та інноваційності українських компаній через методологію lean;[42]
- ІТ-університет Bionic University (2013 — 2018 рр.);[43][44][45]
- Фабрика програмування UNIT Factory (була закрита у 2020 році);[46][47]
- Книговидавничий проєкт K.Fund Books, який забезпечує переклад світових бестселерів бізнес-спрямування українською мовою;[48][49][50]
- Загальноосвітня «Новопечерська школа», що працює в новому форматі за навчальним планом, який створили українські педагоги та фахівці з Канадського бюро міжнародної освіти;[51][52]
- Виробничий акселератор INDAX, що сприяє налагодженню взаємодії між підприємцями та масштабуванню малого та середнього бізнесу в галузі промисловості;[53][54]
- Програма навчання UFuture Talents.[55][56]